# Реберг, Пауль
Па́уль Кристиа́н Бра́ндт Ре́берг (дат. Poul Kristian Brandt Rehberg) (29 марта 1895, Миддельфарт, остров Фюн, Дания — 5 апреля 1989, Копенгаген, Дания) — датский физиолог, радиолог, общественный деятель, организатор науки и пивоваренной промышленности Дании, именем которого названа предложенная им методика проведения анализа мочи — проба Реберга — Тареева.

## Биография
Изучал историю и географию в Копенгагенском университете и после его окончания в 1921 году, работал ассистентом у Нобелевского лауреата физиолога Августа Крога, который способствовал продвижению Реберга по служебной лестнице.

Во время оккупации Дании немецким войсками в годы Второй мировой войны, осенью 1943 года начались массовые преследование евреев оккупационными властями. Реберг оказывал всемерную помощь в организации эвакуации евреев из Копенгагена в Швецию, а затем в оказании помощи заключённым концлагеря в Терезиенштадте. Арестован гестапо в начале 1945 года. Совершил побег 21 марта 1945 года во время бомбардировки союзной авиацией.

В 1944 году избран в Датскую королевскую академию наук и литературы.

В 1945 году назначен на должность профессора физиологии животных Копенгагенского университета, которую занимал до 1965 года.

В связи с изучением влияния атомной энергии на организм человека, с 1950 года участвовал в исследованиях в области гражданской обороны и оборонных исследованиях, и был признанным экспертом в этой области.

Один из инициаторов реформирования датской науки после Второй мировой войны, укрепления материальной и финансовой базы научных учреждений. С этой целью был создан 1952 году Государственный генеральный научный фонд Дании.

Был членом Датской Комиссии по атомной энергии, в 1956—1960 и 1962—1970 — председатель Комиссии.

В 1960—1971 гг.- член акционерного общества Carlsberg, а в 1969—1971 — председатель правления, при котором произошло успешное слияние двух пивоваренных компаний Carlsberg и Tuborg.

## Научные исследования
В период между мировыми войнами занимался изучением функций почек. Разработал способ изучения скорости клубочковой фильтрации почек на основе креатинина — вещества, постоянно присутствующего в моче. Этому методу была посвящена диссертация на соискание степени доктора медицины (1926). В дальнейшем, после усовершенствования советским учёным Е. М. Тареевым, этот метод исследования почек стал называться пробой Реберга-Тареева. Диссертация дала возможность вывести окончательную теорию, что экскреция осуществляется путём ультрафильтрации крови в почечных клубочках с последующим возвращением жидкости и питательных веществ в трубочки почки.

Фонд Рокфеллера активно финансировал научные исследования в 30-е годы, когда Реберг изучал физиологию почек. После Второй мировой войны этот фонд стал финансировать исследования в области использования радиоактивных изотопов в биологии. Программы начатые в 1935 году с Крогом, де Хевеши и Бором, были продолжены до середины 50-х гг. при участии Реберга. Физиологическая лаборатория Реберга стала центром исследований с изотопами. Появление первого изотопа — углерода 14 в 1951 году стало следствием работы в этой лаборатории.